# Бальдиссеро-Торинезе
Бальдиссеро-Торинезе (итал. Baldissero Torinese, пьем. Baudsé) — коммуна в Италии, расположена в области Пьемонт, в провинции Турин.
Население составляет 3647 человек (2008 г.), плотность населения составляет 243 чел./км². Занимает площадь 15 км². Почтовый индекс — 10020. Телефонный код — 011.
Покровителем коммуны почитается святой Иулиан Бриудский, празднование 28 августа.

## Демография
Динамика населения:

## Администрация коммуны
- Официальный сайт: http://www.baldisserotorinese.it/